# Palacio Díaz
Der Palacio Díaz ist ein Bauwerk in der uruguayischen Landeshauptstadt Montevideo.
Das stilistisch dem Art déco zuzuordnende Gebäude befindet sich im Stadtviertel Centro in der Avenida 18 de Julio 1333 zwischen den Straßen Ejido und Yaguarón. Dieser Standort liegt in der Nähe des Palacio Municipal wenige Häuserblocks östlich des Palacio Salvo. Das Werk der Architekten Gonzalo Vázquez Barrière und Rafael Ruano wurde 1929 eingeweiht. Der Palacio Díaz beherbergt neben Wohnappartements und Büros eine Einkaufspassage.
Seit 1995 ist das Gebäude als Bien de Interés Municipal klassifiziert.